# Panhard & Levassor Type X41
Der Panhard & Levassor Type X41 ist ein Pkw-Modell der 1920er Jahre. Hersteller war Panhard & Levassor in Frankreich.

## Beschreibung
Die Fahrzeuge haben einen ventillosen Schiebermotor nach einer Lizenz von Charles Yale Knight. Im Motorcode „SK4F2“ steht das „K“ für Knight und die „4“ für die Anzahl der Zylinder.
Der Vierzylinder-Reihenmotor hat 105 mm Bohrung, 140 mm Hub und 4849 cm³ Hubraum. Er wurde auch 20 CV genannt. Die Leistung des Frontmotors wird über eine Kardanwelle an die Hinterachse übertragen.
Für alle Motoren dieser Größe zwischen 1919 und 1930 sind zwischen 75 PS und 95 PS Leistung angegeben.
Das Fahrgestell hat 354 cm Radstand. Bekannt sind die Karosseriebauformen Torpedo, Limousine, Cabriolet und Roadster.
Das Modell erschien 1924 als Nachfolger des ähnlichen Type X35, wenngleich der noch bis ins Folgejahr produziert wurde. 1925 folgte der Type X53. In der Produktionsstatistik sind die Zahlen dieser Modelle zusammengefasst. Im ersten Jahr wurden 150 Fahrzeuge hergestellt und davon 57 exportiert. Im zweiten Jahr wurden von 99 gefertigten Fahrzeugen 12 exportiert.